# 少年美眉
《少年美眉》（日语：ゆびさきミルクティー，直譯《指尖奶茶》）是日本漫畫家宫野知亲的戀愛漫畫。在白泉社漫畫雜誌《Young Animal》於2003年1月至2010年3月期間連載。日本已發行九卷單行本，由於中途停止連載，第9卷延後發售。單行本全10卷。2004年7月23日推出廣播劇CD。

## 概要
故事是以一個有女裝嗜好的少年池田由紀為中心而展開的戀愛漫畫。漫畫名稱的奶茶是指以「牛奶=白色」代表主人公男性的一面，而「紅茶=紅色」為他女性的一面，整個故事就以他以男性及女性身份了解自己及身邊的人的感情為主體。
最初於2003年初作短期連載，在2003年14號刊進行正式連載。本作品以主人公的女裝嗜好為伏筆，實際是主人公與鄰居的青梅竹馬的女孩及他的女同學的三角戀愛故事。帶有淡淡的少女漫畫風格，但由於描寫眾多角色間的禁忌戀愛關係及各種情結而受到廣泛的討論。目前已經完結，但眾多讀者認為是近乎可稱之為腰斬的結局，結局是走小左線。

## 主要登場人物
以下所列之配音員為廣播劇CD的配音員。文中所述之年級為故事開始時的年級（故事中有過一次升級）。
池田由紀（聲：齋賀觀月）
本作的主人公，高校1年級生，擁有少女外貌的少年。於小山照相館兼職，由於有一次她的姐姐未記因為爽約拍攝店舖宣傳硬照，而被店長裝扮成女性拍攝婚紗照片，自此以後就養成女裝自拍的嗜好，穿著女裝時自稱為「小雪」（ユキ，同時也是由紀的另一種唸法）。對自己的臉有著無比的執著，不容許任何人弄傷自己的臉。為了保護小雪的臉，能發揮潛在的力量。
初中時與朋友亘為足球部隊友，高中之後退出足球部，原因是不想因為訓練以導致肌肉及傷痕出現，影響自己女裝的美感。隨著故事發展開始發育，身材變高並開始轉變為沙啞低沉的聲線，伴隨的是對性的慾望開始增大，因此而對自己男性的一面自我嫌惡，以女裝作為逃避這個問題的手段。同時喜歡青梅竹馬的鄰居森居左與同班同學黑川水面，感情在二人之間搖擺不定。
最初以女裝打扮時擁有不自然的女性舉動，在與水面接觸之後開始模仿她的行為舉止，漸漸變得更女性化。他藉此創造出自己心中最理想的女性形象，這對於所有人來說擁有莫大的魅力，亦導致由紀也開始漸漸愛上他虛構的女裝人格。
父母已離婚，現與姐姐未記一同居住，家事由二人分擔，擅長製作料理，尤其是蛋糕。另一方面他亦有攝影的才能，曾在不知情下被加賀見的叔父將他拍的照片參加比賽而得獎。另外亦擅長跆拳道。現在與小左在交往中。
森居左（聲：能登麻美子）
由紀青梅竹馬的鄰居，住在由紀的隔壁，兩家經常互相往來。初中二年級，母親於七年前病死，與父親二人同住，一手包辦所有家務。現在是女子足球部成員，同時亦為升學努力溫書，家庭教師為黑川水面。
性格積極，活潑好動，自小喜歡由紀，但明白自己身體上、心理上都不成熟，不被由紀以平等看待，時常希望自己可以快點長大。同時對其他人有過多的依賴，曾經以自稱為「由紀的玩偶」，與加賀見栖有擬似百合的行為，亦多次對父親表明希望自己能代替母親。心中視未記為模仿的女性形象。現在、由紀與水面、佑介與未記的感情穩定，所以在感情上她轉去依靠小栖及專注自己的學業。現在考上了由紀所屬的高中。最後幾集瞞著爸爸與由紀兩人出遊玩，亦發生了性關係。
黑川水面（聲：田村由香里）
由紀的同班同學，小左的家庭教師，亦是唯一可以一眼看穿由紀女裝的人。容姿端麗，成績優秀的優等生，但是對人際關係不擅長，經常用尖銳的姿態對人，女同學對她多是嫉妒及嫌惡，男同學則是對她敬而遠之，沒有任何朋友。
後來因為與女裝的由紀接觸而開始打開心扉，之後的朋友多數由由紀介紹。曾經不戴眼鏡而受到男生的告白，拒絕之後隨即再佩戴眼鏡，並覺得以貌取人的人非常討厭。經常以理性分析問題，但同時感情方面非常脆弱，對由紀有非常大的依賴。
初中時期，曾對哥哥有兄長以上的感情。
池田未記（聲：冰上恭子）
由紀的姐姐，OL，父母離婚之後跟隨母親，由於母親工作關係長期不在家，所以就未記負責照顧由紀的生活。未記對弟弟的態度表面上比較隨意放任，但實際上是過度保護，過度支配，且和由紀間有種曖昧氣氛和不知所謂的親密行為，要求由紀一定要上大學，且不允許他與小左之外的人結婚，原因可能出自對小左母親深度思念，極度反對由紀與水面來往。
早於高中時代就對小左的父親佑介持有好感，在尋找戀人時不斷找尋像他的代替品，經常導致分手收場，目前與佑介交往中。
加賀見栖
小左的同班同學、朋友，初中二年級。楚楚可憐的容貌令她在男生之間的人氣很高，但她對他們毫無興趣。可愛稚氣的外貌與行為完全只是演技，她有與外表不相稱的成熟思想及感情，不介意以自己的條件擺佈男生。
對小左有戀愛的感覺，日常中與小左常有不少同性戀的行為，希望與小左一起成長。之前曾與叔父有亂倫的關係，對叔父擁有一點感情。
高槻亘（聲：豐永利行）
由紀的朋友，足球部成員，身材高大，初中時與由紀為足球部隊友，在不知情的情況下喜歡女裝的由紀——小雪。初見小雪則被她強硬的作風吸引，而向她熱烈的追求。後來因為保護她而被流氓襲擊，傷及腿部，因而影響比賽成績，由紀因此向他坦白說出事實。雖然已經了解真相，但亦對小雪念念不忘。
茅伸子
足球部經理，身材矮小而可愛，喜歡亘。
乃木東子
由紀同學年的女同學，女子籃球部部長。因為由紀的推動而與水面成為朋友，與兒玉是青梅竹馬，但因為小學時代對兒玉強烈的佔有慾而與他吵架，而互相嫌惡。現在與兒玉已解開心結。
身材高大（171公分），做事認真，曾因對隊員過份嚴厲的訓練，而被杯葛。
兒玉睦
由紀的同班男同學、朋友，有戴眼鏡。美術部成員，尤其喜歡繪畫黑蝶，經常於繪畫比賽得獎，被人稱為天才，而且考試成績經常在第二位（自稱這個是他希望得到的位置）。
在與小雪繪畫時，發現小雪的鎖骨形狀與由紀的相同，從而發現小雪是由紀。與乃木東子是青梅竹馬，從小就喜歡她。
芝理惠子
由紀的同班女同學，是女同學中的偶像，在男同學中很受歡迎。演劇部成員，經常在舞台上飾演女主角。
於入學時遇見由紀並得到他的幫助，對他有好感。
堀田依
小左的同學，喜歡足球，時常與男子足球部一同練習，於體育課看見小左的運動能力，成立女子足球部時招攬小左入部。
森居佑介
小左的父親，34歲。妻子左智七年前因病去世，之後與小左二人一同生活，現在是單身，但最近與未記開始交往。
森居左智
小左的母親，七年前因病去世，由紀的初戀情人，與未記的感情很好，亦是她理想中的完美女性形象。
小山寫真館店主（小山邦彦）（聲：原田博之）
由紀兼職的小山照相館的店主，引發起由紀女裝嗜好的人。
加賀見的叔父
小栖的叔父，小山照相館店主的朋友，亦是攝影雜誌編輯。於小山照相館看見由紀的自拍照，發現他的攝影才能，擅自將他的作品參選攝影比賽。與小栖有亂倫關係。
黑川球藻
水面的哥哥，只在番外篇出現，對於小時候與水面結婚的戲言不能忘懷，喜歡水面。

## 出版書籍
| 冊數 | 白泉社         | 白泉社                 | 長鴻出版社     | 長鴻出版社        |
| 冊數 | 發售日期       | ISBN                   | 發售日期       | EAN               |
| ---- | -------------- | ---------------------- | -------------- | ----------------- |
| 1    | 2003年7月29日  | ISBN 4-592-13457-5     | 2005年9月29日  | EAN 4710765199067 |
| 2    | 2004年1月29日  | ISBN 4-592-13458-3     | 2005年11月10日 | EAN 4710765200442 |
| 3    | 2004年6月29日  | ISBN 4-592-13459-1     | 2006年6月6日   | EAN 4710765205249 |
| 4    | 2005年2月28日  | ISBN 4-592-14384-1     | 2006年7月25日  | EAN 4710765206314 |
| 5    | 2005年7月29日  | ISBN 4-592-14385-X     | 2006年9月12日  | EAN 4710765206352 |
| 6    | 2006年1月27日  | ISBN 4-592-14386-8     | 2007年5月4日   | EAN 4710765214142 |
| 7    | 2006年8月29日  | ISBN 4-592-14387-6     | 2007年6月13日  | EAN 4710765214784 |
| 8    | 2009年10月29日 | ISBN 978-4-592-14648-3 | 停止出版       | 停止出版          |
| 9    | 2009年10月29日 | ISBN 978-4-592-14649-0 | 停止出版       | 停止出版          |
| 10   | 2010年7月29日  | ISBN 978-4-592-14650-6 | 停止出版       | 停止出版          |

## 外部連結
- Yubisaki Milk Tea at Tokyopop
- 少年美眉（漫畫）在動畫新聞網百科全書中的資料（英文）